# Jim Tucker
James D. Tucker, detto Jim (Paris, 11 dicembre 1932 – Jacksonville, 14 maggio 2020), è stato un cestista statunitense, professionista nella NBA.

## Carriera
Venne selezionato dai Syracuse Nationals al terzo giro del Draft NBA 1954 (24ª scelta assoluta).

## Palmarès
- Campionato NBA: 1

Syracuse Nationals: 1955